# Bithia spreta
Bithia spreta är en tvåvingeart som först beskrevs av Johann Wilhelm Meigen 1824.  Bithia spreta ingår i släktet Bithia och familjen parasitflugor. Arten är reproducerande i Sverige. Inga underarter finns listade i Catalogue of Life.